# معتمدية الزهراء
معتمدية الزهراء إحدى معتمديات الجمهورية التونسية، تابعة لولاية بن عروس. تقع مدينة الزهراء بين بلدية رادس شمالا وبلدية حمام الأنف جنوبا ويحدها البحر شرقا وبلدية بومهل غربا.